# Coupe de La Réunion de football 1958
La Coupe de La Réunion de football 1958 était la 2e édition de la compétition et fut remportée par la SS Jeanne d'Arc.

## 1ertour
| 17 août 1958 | SS Juniors Dionysiens | 9-2 | US Bénédictine | Saint-Benoît |  |
|              |                       |     |                |              |  |

| 17 août 1958 | SS Franco | 5-2 | ASPTT Saint-Denis | Saint-Denis |  |
|              |           |     |                   |             |  |

| 17 août 1958 | JS Saint-Pierroise | 2-0 | SS Royal Star | Saint-Pierre |  |
|              |                    |     |               |              |  |

| 17 août 1958 | Racing Saint-Denis | 1-4 | SS Olympique | Saint-Denis |  |
|              |                    |     |              |             |  |

| 17 août 1958 | SS Jeanne d'Arc | 13-0 | APECA | Le Port |  |
|              |                 |      |       |         |  |

| 17 août 1958 | SS Saint-Louisienne | 7-0 | SS Aiglons | Saint-Louis |  |
|              |                     |     |            |             |  |

| 17 août 1958 | SS Excelsior | 6-0 | SS Indépendante | Saint-Joseph |  |
|              |              |     |                 |              |  |

| 17 août 1958 | SS Patriote | 5-2 | SS Escadrille | Saint-Denis |  |
|              |             |     |               |             |  |

## Quarts-de-finale
| 19 octobre 1958 | SS Juniors Dionysiens | 9-1 | SS Franco | Saint-Benoît |  |
|                 |                       |     |           |              |  |

| 24 octobre 1958 | JS Saint-Pierroise | interrompu * | SS Olympique | Saint-Pierre |  |
|                 |                    |              |              |              |  |

| 9 novembre 1958 | SS Jeanne d'Arc | 5-1 | SS Saint-Louisienne | Le Port |  |
|                 |                 |     |                     |         |  |

| 9 novembre 1958 | SS Excelsior | 2-1 | SS Patriote | Saint-Joseph |  |
|                 |              |     |             |              |  |

| 7 décembre 1958 | JS Saint-Pierroise | 3-2 * | SS Olympique | Saint-Benoît |  |
|                 |                    |       |              |              |  |

* premier match interrompu mais le match a été recommencé le 7 décembre 1958 à Saint-Benoît

## Demi-finale
| 7 décembre 1958 | SS Juniors Dionysiens | 1-0 | SS Excelsior | Saint-Benoît |  |
|                 |                       |     |              |              |  |

| 14 décembre 1958 | SS Jeanne d'Arc | ? | JS Saint-Pierroise | Le Port |  |
|                  |                 |   |                    |         |  |

## Finale
| Équipes               | SS Jeanne d'Arc - SS Juniors Dionysiens                                                                       |
| Score                 | 3-0 (2-0) |
| Date                  | 21 décembre 1958                                                                                              |
| Stade                 | Stade de la Redoute, Saint-Denis                                                                              |
| Buts                  | (1-0) 25e Guildon · (2-0) 34e Luçay · (3-0) 49e Chéreau                                                       |
| SS Jeanne d'Arc       | Chane-Kane, Pontiac, Tiburce, Raymond Sinope Bernardin, Moeva, Saïb, Anicet (cap), Chéreau, Guildon, B. Luçay |
| SS Juniors Dionysiens | ? |